# Araneus pupulus
Araneus pupulus là một loài nhện trong họ Araneidae.
Loài này thuộc chi Araneus. Araneus pupulus được Tord Tamerlan Teodor Thorell miêu tả năm 1890.